# Nina Searl
Pour les articles homonymes, voir Searl.
Nina Searl (1882-1955) est une psychanalyste et une essayiste britannique. Elle est l'une des premières analystes d'enfants en Angleterre.

## Biographie
Nina Searl se forme d'abord à la Medico-Psychological Clinic, puis fait une analyse à l'Institut psychanalytique de Berlin, avec Hanns Sachs. Elle devient membre de la Société britannique de psychanalyse, où elle est formatrice. L'intérêt pour la psychanalyse des enfants au sein de la société britannique de psychanalyse préexiste à l'arrivée de Melanie Klein et favorise l'accueil de celle-ci en 1924. En 1919, Mary Chadwick et Nina Searl présentent des communications sur l'analyse des enfants. Dès 1924, Sylvia Payne et Nina Searl présentent à la Société des textes sur la technique de l'analyse d'enfants. En 1927, elle est présente lors d'une discussion sur le livre d'Anna Freud, L'Introduction à la technique de l'analyse de l'enfant, et elle approuve les critiques exprimées par Melanie Klein à l'égard de cet ouvrage. 
Elle a supervisé la formation analytique de John Bowlby, Clifford Scott, Susan Isaacs, et de Donald Winnicott qui la mentionne dans la communication qu'il présente en 1935 pour son admission à la Société britannique de psychanalyse.

## Activités de recherche
Nina Searl est l'auteure d'apports théoriques sur le bégaiement infantile et la dépersonnalisation. Elle s'intéresse également aux fantasmes infantiles de destruction corporelle, au besoin de réassurance du sujet, aux craintes imaginaires.
Sa contribution théorique la plus importante est un article sur la technique psychanalytique, publié en 1936, considéré comme un travail précurseur sur les résistances psychiques du patient durant l'analyse, éléments repris notamment par Joseph J Sandler. Cet article a provoqué des résistances au sein du groupe kleinien londonien,. D'abord liée avec les kleiniens, elle s'éloigne progressivement de la psychanalyse, ses intérêts s'orientant progressivement vers la croyance en la réincarnation de divinités égyptiennes et la guérison spirituelle. Elle est en butte aux critiques au sein de la Société pour des raisons théoriques. En mai 1936, elle sollicite un entretien avec Ernest Jones à propos de sa situation comme analyste didacticienne, selon les minutes du comité de formation du 11 mai 1936, puis elle démissionne en novembre 1937. Lors de l'assemblée administrative du 1er décembre 1937, elle invoque des raisons de trois ordres à sa démission : un désaccord sur la prise en compte de la vérité freudienne, son exigence que l'idéal religieux soit évoqué avec les patients, et enfin, ses liens avec un groupe intéressé par les soins spirituels, auquel elle voulait pouvoir envoyer des patients. Selon les minutes de la Société, Jones lui souhaite une bonne continuation et l'assure que son travail au bénéfice de la psychanalyse ne serait pas oubliée.

## Publications
- « A Case of Stammering in a Child », The International Journal of Psychoanalysis, VIII, 1927.
- « The Flight to Reality », The International Journal of Psychoanalysis, X, 1929.
- « Danger Situations of the Immature Ego »,The International Journal of Psychoanalysis, X, 1929.
- « A Note on Depersonalization », The International Journal of Psychoanalysis, XIII, 1932.
- « The Psychology of Screaming », The International Journal of Psychoanalysis, XIV, 1933.
- « Freudian Light on Children's Behaviour », The New Era, XVII, 1936.
- « Some Queries on Principles of Technique », The International Journal of Psychoanalysis, XVII, 1936.